# Anodowanie aluminium
Anodowanie aluminium (eloksalacja, od elektrolityczna oksydacja aluminium) – proces elektrochemiczny polegający na wytworzeniu na powierzchni aluminium warstwy tlenku (Al2O3) o większej twardości i odporności na korozję niż warstwa powstająca w sposób naturalny. Proces anodowania można podzielić na kolejne podprocesy:
- odtłuszczanie
- płukanie
- polerowanie elektrochemiczne lub wytrawianie (w zależności od pożądanego efektu)
- płukanie
- rozjaśnianie
- płukanie
- anodowanie
- płukanie
- barwienie (jeżeli chcemy zabarwić element)
- płukanie
- uszczelnianie

Trawienie zastępuje się polerowaniem elektrochemicznym w celu uzyskania błyszczącej, lustrzanej powierzchni. Nadmiar krzemu w stopie aluminium utrudnia, a nawet uniemożliwia anodowanie, dlatego nie anoduje się stopów odlewniczych (seria 4000) opartych na krzemie.
Anodowanie jest procesem używanym głównie w:
- elektronice (warstwa anodowa jest nieprzewodząca)
- przemyśle stoczniowym (po anodowaniu niektóre stopy aluminium nie korodują w chlorkach)
- meblarstwie (ze względu na walory estetyczne barwionego aluminium)
- przemyśle spożywczym (aluminium z serii 1000 może być przeznaczone do kontaktów z żywnością)
- przemyśle motoryzacyjnym (ze względu na walory estetyczne i odporność na korozję)